# Chamaedorea lehmannii
Chamaedorea lehmannii är en enhjärtbladig växtart som beskrevs av Karl Ewald Maximilian Burret. Chamaedorea lehmannii ingår i släktet Chamaedorea och familjen Arecaceae.
Artens utbredningsområde är Guatemala. Inga underarter finns listade i Catalogue of Life.